# Wettin (Schiff, 1902)
Die Wettin war das zweite Schiff der Wittelsbach-Klasse, einer Klasse von fünf Linienschiffen der Kaiserlichen Marine.

## Bau
Für das zweite Linienschiff der Wittelsbach-Klasse, dem Neubau „D“, wurde auf der Danziger Werft Ferdinand Schichau am 10. Oktober 1899 der Kiel gestreckt. Rund 20 Monate später stand der Neubau zum Stapellauf bereit, der am 6. Juni 1901 erfolgte. Die Taufrede hielt Johann Georg von Sachsen, der seinen erkrankten Onkel, König Albert, vertrat. Die Taufe auf den Namen des sächsischen Herrscherhauses nahm Johann Georgs Frau, Prinzessin Maria Isabella, vor.
Im August 1902 stand die Wettin zu den Werftprobefahrten und der Überführung nach Kiel bereit. Die Abnahmefahrt verlief sehr positiv, auch da die vertraglich geforderte Höchstgeschwindigkeit bereits bei nicht voll ausgefahrenen Maschinen erreicht wurde. Obwohl noch nicht offiziell in Dienst befindlich, traf die Wettin in Swinemünde mit der Hohenzollern, auf der sich Kaiser Wilhelm II. aufhielt, zusammen und erreichte am 11. August 1902 Kiel.

## Friedenszeit
Am 1. Oktober 1902 wurde die Wettin als erste Schiff ihrer Klasse offiziell in Dienst gestellt. Nach Abschluss sämtlicher Erprobungen wurde sie im Januar 1903 dem I. Geschwader zugeteilt, das zu dieser Zeit unter dem Kommando von Vizeadmiral Prinz Heinrich von Preußen stand. In den folgenden Jahren nahm die Wettin gemeinsam mit ihrem Geschwader an verschiedenen Übungen und Manövern teil.
Im März 1905 war die Wettin außerdem am Freischleppen der im Großen Belt festgekommenen Mecklenburg beteiligt. Im Frühjahr 1909 wurde sie von der Kaiser Karl der Große leicht gerammt, wobei keine schwerwiegenden Schäden entstanden. An den Frühjahrsmanövern 1911 nahm die Wettin als nunmehr ältestes aktives Linienschiff noch teil, wurde jedoch nach deren Abschluss am 30. Juni 1911 in Kiel außer Dienst gestellt.
Bereits zum 1. Dezember 1911 wurde die Wettin wieder in Dienst gestellt, um ihr Schwesterschiff Schwaben, das eine Grundreparatur erhielt, als Artillerieschulschiff zu ersetzen. Zuvor war die Wettin überholt und durch den Einbau von Spezialeinrichtungen für den neuen Einsatzzweck ausgerüstet worden. Sie wurde der Schiffsartillerie-Inspektion unterstellt und erhielt Sonderburg als neuen Liegehafen. Im März und April 1912 wurde das Linienschiff vorübergehend dem Lehrgeschwader zugeteilt und am 1. Juni gemeinsam mit Stuttgart und Augsburg zur Bergung des in der Nähe von Romsö aufgelaufenen Großen Kreuzers Blücher herangezogen. Im selben Jahr nahm die Wettin auch an den Herbstmanövern teil, während der sie dem III. Geschwader zugeteilt war. Anschließend setzte das Schiff seine Ausbildungstätigkeit fort.

## Einsatz im Ersten Weltkrieg
Mit dem Ausbruch des Ersten Weltkrieges trat die Wettin im August 1914 zum neu gebildeten IV. Geschwader, dessen Flaggschiff die Wittelsbach wurde. Im Rahmen dieses Verbandes nahm das Schiff vom 3. bis 9. September sowie vom 22. bis 26. September an Vorstößen in die östliche Ostsee teil. Vom 11. bis 20. September und erneut vom 5. Dezember 1914 bis zum 2. April 1915 wurde das Linienschiff im Vorposten- und Sicherungsdienst in der Nordsee eingesetzt, hauptsächlich auf der Elbmündung sowie der Jademündung. Anfang Mai 1915 unternahm das IV. Geschwader wieder einen Vorstoß in der Ostsee, der bis nördlich von Gotland führte. Vom 28. Mai bis zum 5. Juli 1915 wurde die Wettin abermals im Vorpostendienst in der Nordsee eingesetzt, bis das IV. Geschwader schließlich aus dem Bereich der Hochseestreitkräfte ausschied und dem Oberbefehlshaber der Ostsee, Großadmiral Prinz Heinrich von Preußen, unterstellt wurde.
Das IV. Geschwader wurde in der Ostsee für ein Unternehmen gegen den Rigaischen Meerbusen herangezogen, das den Vormarsch des Heeres auf Riga unterstützen sollte. Die Leitung dieses Unternehmens, zu dem auch das I. Geschwader sowie die I. und II. Aufklärungsgruppe aus der Nordsee abgestellt wurden, übernahm der Chef des IV. Geschwaders, Vizeadmiral Ehrhard Schmidt. Die Wettin nahm während der Kämpfe unter anderem an der Sperrung des Pernauer Hafens teil. Nach dem Abschluss des Unternehmens verblieb das Schiff in Libau und nahm vom 9. bis 11. September 1915 an einem Vorstoß in Richtung Gotland teil. Anschließend versah es Dienst als Wachtschiff in Libau.
Da die Schiffe der Wittelsbach-Klasse nur schlecht gegen Minen- und Torpedotreffer geschützt und den neuen russischen Linienschiffen der Gangut-Klasse hoffnungslos unterlegen waren, wurden sie im November 1915 aus dem aktiven Einsatz abgezogen und zur Bereitschaftsdivision der Ostsee unter Vizeadmiral Walter Engelhardt zusammengefasst. Damit lösten sie die Schiffe der Kaiser-Friedrich-Klasse ab, die außer Dienst gestellt wurden. Die Wettin verließ am 10. November gemeinsam mit der Schwaben, der Wittelsbach und dem Großen Kreuzer Prinz Heinrich Libau in Richtung Kiel. Am 19. November wurde die Besatzung des Schiffs um 389 Mann reduziert, die aufgrund der angespannten Personalsituation in der Kaiserlichen Marine auf anderen Schiffen der Marine dringend gebraucht wurden.
Die Bereitschaftsdivision wurde zum 31. Januar 1916 aufgelöst und die Wettin als Exerzier- und Ausbildungsschiff der I. Marine-Inspektion zugeteilt. Im Mai 1916 wurden die 24-cm-Geschütze ausgebaut. Am 17. Juli 1916 wurde die Wettin schließlich außer Dienst gestellt und vollständig desarmiert. Anschließend diente sie mehreren Dienststellen in Kiel als Wohnschiff und wurde im August 1917 nach Cuxhaven verlegt. Dort wurde sie als Wohn- und Büroschiff für mehrere Minensuchflottillen sowie für den Führer der Minensuch- und Räumverbände genutzt.

## Verbleib
Nach Ende des Ersten Weltkrieges wurde die Wettin am 1. Oktober 1919 nochmals in Dienst gestellt und 1919 bis zum 11. Februar 1920 als Mutterschiff für Minenräumboote verwendet. Am 11. März 1920 wurde sie aus der Liste der Kriegsschiffe gestrichen und am 21. November 1921 verkauft. Im Folgejahr wurde das Linienschiff in Rönnebeck abgewrackt.

## Kommandanten
| 1. Oktober 1902 bis September 1904   | Kapitän zur See Georg Alexander von Müller   |
| September 1904 bis September 1906    | Kapitän zur See Georg Friedrich Scheibel     |
| September 1906 bis September 1907    | Kapitän zur See Wilhelm Becker               |
| Oktober 1907 bis September 1909      | Kapitän zur See Wilhelm Souchon              |
| September 1909 bis September 1910    | Kapitän zur See Paul Behncke                 |
| September 1910 bis 30. Juni 1911     | Kapitän zur See Hermann Nordmann-Burgau      |
| 1. Dezember 1911 bis September 1912  | Kapitän zur See Georg Hebbinghaus            |
| September 1912 bis Juli 1914         | Kapitän zur See Karl Seiferling              |
| Juli 1914 bis Januar 1916            | Kapitän zur See Eduard Varrentrapp           |
| Januar bis Februar 1916              | Fregattenkapitän Karl Feldmann               |
| Februar 1916                         | Korvettenkapitän Walter Mehnert (i. V.)      |
| Februar bis April 1916               | Korvettenkapitän Gerhard Stubenrauch (i. V.) |
| April bis Juni 1916                  | Fregattenkapitän Karl Feldmann               |
| Juni bis 17. Juli 1916               | Korvettenkapitän Ernst Hoffmann              |
| 1. Oktober 1919 bis 11. Februar 1920 | unbekannt                                    |